# 走出荒野
是一部2014年美国傳記冒險剧情片，由让-马克·瓦雷执导，编剧尼克·宏比改编自美国女作家雪兒·史翠德所写的2012年回忆录《Wild: From Lost to Found on the Pacific Crest Trail》。麗絲·韋花絲潘和蘿拉·鄧恩主演，還有湯瑪斯·薩多斯基、麥可·俞斯曼和蓋碧·霍夫曼。2014年8月29日于特柳賴德影展上首映，北美于2014年12月3日上映。

## 剧情
讲述雪兒·史翠德在遭遇母亲去世、婚姻破裂后，背上行李包踏上太平洋屋脊步道（Pacific Crest Trail）长达1100英里的远足之旅，以求治愈自己的冒险故事。

## 角色
- 麗絲·韋花絲潘 飾 雪兒·史翠德[3]
- Bobbi Lindstrom（雪兒·史翠德的真實女兒）飾 年輕的雪兒
- 蘿拉·鄧恩 飾 Barbara "Bobbi" Grey，雪兒的母亲
- 湯瑪斯·薩多斯基 飾 Paul，雪兒的前夫
- 麥可·俞斯曼[1] 飾 Jonathan
- W·厄爾·布朗（英语：W. Earl Brown）[1] 飾 Frank
- 蓋碧·霍夫曼（英语：Gaby Hoffmann）[1] 飾 Aimee
- 凱文·蘭金[1] 飾 Greg
- 查爾斯·貝克（英语：Charles Baker (actor)） 飾 T.J.
- 布萊恩·范·霍特 飾 護林員
- 珍·霍格（英语：Jan Hoag） 飾 Annette
- 莫·麥克雷（英语：Mo McRae） 飾 Jimmy Carter
- Keene McRae 飾 Leif，雪兒的弟弟
- Cathryn de Prume 飾 Stacy Johnson
- 克里夫·德·楊（英语：Cliff DeYoung） 飾 Ed

## 制作
2012年3月8日，麗絲·韋花絲潘表示她所属的制片公司 Pacific Standard 将拍摄雪兒·史翠德所写的回忆录《Wild: From Lost to Found on the Pacific Crest Trail》，并且自己担任主演。2013年7月，福斯探照灯影业取得书籍改编权，并由Nick Hornby改编剧本。同年8月，让-马克·瓦雷确认执导。同年10月11日影片开拍，取景地位于加州和俄勒冈州。

## 评价
烂番茄网站221个专业影评新鲜度为90%。Metacritic上45家媒体综评76分。《芝加哥太阳报》给88分：就主演威瑟斯彭而言，她隐藏了她“美国甜心”的形象。她几乎毫无装饰，带来了具有勇气的表演。Film.com给80分：影片真诚而又令人难以忘怀，而且给人以共鸣。导演出色，剧本灵巧，表演勇敢。

## 奖项
第87届奥斯卡金像奖
- 最佳女主角提名：Reese Witherspoon
- 最佳女配角提名：Laura Dern

第72届金球奖
- 最佳剧情片女主角提名

美国演员工会奖
- 最佳女主角提名

美国编剧工会奖
- 最佳改编剧本提名：Nick Hornby

卫星奖
- 最佳女主角提名
- 最佳女配角提名
- 最佳改编剧本提名